# 窪田充見
窪田 充見（くぼた あつみ、1960年5月12日 - 2024年2月8日）は、日本の法学者。学位は、博士（法学）。神戸大学大学院法学研究科教授を務めた。専門は民法で、特に不法行為法と家族法に関する見識が高い。

## 人物
長野県生まれ。指導教官は前田達明。また、指導教官というわけではないが、自身がメインである不法行為法の研究とは別に家族法にも携わるようになったきっかけとして、大学院時代に太田武男（京都大学教授だったが、当時は既に退官）の仕事を手伝う機会があったことを自著で挙げている。兄弟子に松岡久和、同級生には山本敬三、弟弟子に佐久間毅などがいる。

## 研究テーマ
- 民事責任と制裁
- 民事法上の人格的利益の保護
- 家族関係における自己決定と法の機能

## 経歴
（この節の出典）
- 1979年3月 - 長野県松本深志高校卒業
- 1983年3月 - 京都大学法学部卒業
- 1985年3月 - 京都大学大学院法学研究科博士前期課程修了
- 1986年
  - 3月 - 京都大学大学院法学研究科博士後期課程退学
  - 4月- 岡山大学法学部助手
- 1988年4月 - 岡山大学法学部助教授
- 1992年4月 - 神戸大学法学部助教授
- 1994年 - オスナブリュック大学国際私法･比較法研究所客員研究員（1996年9月まで）
- 1996年4月 - 神戸大学法学部教授
- 1998年[3]11月 - 京都大学にて博士(法学)の学位を取得[4]。
- 2000年
  - 神戸大学大学院法学研究科教授（死去まで）
  - マックス･プランク外国私法･国際私法研究所客員研究員
- 2011年10月 - 神戸大学大学院法学研究科長・同法学部長（2013年9月まで）[5]
- 2024年2月8日 - 急性心不全のため死去した[5]。63歳没。死没日付をもって正四位に叙され、瑞宝中綬章を追贈された[6]。

## 学説
専門の一つである不法行為法では、判例や各種の不法行為事例を統一的に説明することができる見解は無いという姿勢をとっている。窪田の分析によれば判例は各分野ごとにそれぞれ異なった定式を構築しており、それを諸判例から抽出し、提示することが肝要であると窪田は主張している。そのため、学生向けに書かれた『不法行為法-- 民法を学ぶ』では709条についての統一的な解釈論は提示されておらず、判例によって示された類型的な要件が各分野で提示されている。なお、窪田と同時期に京都大学で民法を学んだ潮見佳男や山本敬三は、窪田とは逆に基本権に基づく統一的な不法行為法の体系を構築しようとしている。

## 立法への関与
法制審議会では、家族法分野の学識経験者として下記の部会において部会委員を務め、民法や戸籍法などの立法に深く関与した。
- 児童虐待防止関連親権制度部会[7]
- 民法（相続関係）部会[8]
- 特別養子制度部会[9]
- 民法（親子法制）部会[10]
- 戸籍法部会（部会長も務める）[11]
- 家族法制部会[12]

## 業績
論文
- 窪田充見「逸失利益の定期金賠償についての覚書」『神戸法学雑誌』第68巻第4号、神戸法学会、2019年3月、43-57頁、doi:10.24546/81011164、ISSN 0452-2400、NAID 120006599263。
- 窪田充見「寄与分 : 制度理解と解釈論についての覚書」『神戸法学雑誌』第49巻第3号、神戸大学、2000年1月、239-278頁、ISSN 04522400、NAID 110000437208。

著作
- 「過失相殺の法理」（有斐閣、1994年）
- 「不法行為法（第2版）-- 民法を学ぶ」（有斐閣、2018年）
- 「家族法（第3版） -- 民法を学ぶ」（有斐閣、2017年）
- 「契約法入門--を兼ねた民法案内」（弘文堂、2022年）